# Joppa hypoxantha
Joppa hypoxantha là một loài tò vò trong họ Ichneumonidae.